# Heliophisma croceipennis
Heliophisma croceipennis är en fjärilsart som beskrevs av Walker 1857. Heliophisma croceipennis ingår i släktet Heliophisma och familjen nattflyn. Inga underarter finns listade i Catalogue of Life.